# 穆罕默德·别加利耶夫
穆罕默德·别加利耶夫1982年4月21日—是一名塔吉克斯坦举重运动员，身高1.80米。2002年参加釜山亚运会，以303千克的成绩获69公斤级比赛第五名。